# ウィル・ロジャース・ワールド空港
ウィル・ロジャース・ワールド空港（英: Will Rogers World Airport）(IATA空港コード: OKC, ICAO空港コード: KOKC, FAA空港コード: OKC)は、アメリカ合衆国のオクラホマ州オクラホマシティにある空港である。

## 就航路線

### 国内線
- アメリカン航空
  - ダラス/フォートワース空港

- アメリカン・イーグル
  - シャーロット空港
  - シカゴ/ORD空港
  - ダラス/フォートワース空港
  - ロサンゼルス/LAX空港
  - マイアミ空港
  - フェニックス空港
  - ワシントン/レーガン空港
  - オースティン空港（2021年10月07日より就航予定）
  - ニューヨーク/LGA空港 （2021年11月02日より就航予定）[2]

- アレジアント・エア
  - デスティン/フォート・ウォルトン・ビーチ空港
  - ラスベガス空港
  - オーランド空港

- アラスカ航空
  - シアトル空港

- デルタ航空
  - アトランタ空港 [3]

- デルタ・コネクション [3]
  - ミネアポリス＝セントポール空港
  - ソルトレークシティ空港
  - デトロイト空港 （2021年09月07日より就航予定）

- フロンティア航空 [4]
  - デンバー空港
  - ラスベガス空港 [5]
  - オーランド空港

- サウスウエスト航空 [6]
  - アトランタ空港
  - ボチモア空港
  - シカゴ/MDW空港
  - デンバー空港
  - ヒューストン/ホビー空港
  - ラスベガス空港
  - ナッシュビル空港
  - フェニックス空港
  - セントルイス空港
  - 
季節運航 ワシントン/レーガン空港
  - ニューオーリンズ空港 （2021年09月12日より）
  - タンパ空港 （2021年09月12日より就航予定）[7]

- ユナイテッド航空
  - デンバー空港
  - ヒューストン空港

- ユナイテッド・エキスプレス
  - シカゴ/ORD空港
  - デンバー空港
  - ヒューストン空港
  - ワシントン/ダレス空港
  - サンフランシスコ空港（2021年10月31日より再開）
  - 
季節運航ニューアーク空港

- Breeze Airways
  - ニューオーリンズ空港
  - サンアントニオ空港
  - タンパ空港 [8]